# Фридман, Марти
Мартин (Ма́рти) А́дам Фри́дман (англ. Martin Adam «Marty» Friedman; 8 декабря 1962, Вашингтон) — американский музыкант, гитарист-виртуоз, прежде всего известен как гитарист и лид-гитарист американской трэш-метал-группы Megadeth в 1990—2000 годах. Он делит с Дэйвом Мастейном 19 место в списке лучших гитаристов по версии журнала Guitar World.
В 1986 году Марти познакомился с Джейсоном Беккером. Вместе они создали группу Cacophony. После её распада в 1989 году Марти присоединился к Megadeth.

## Биография
Мартин Адам Фридман родился в городе Вашингтоне в еврейской семье. Его дедушки и бабушки происходили из России и Австрии. Отец работал в Агентстве национальной безопасности, мать была литератором. Под впечатлением от концерта группы Kiss в четырнадцатилетнем возрасте самостоятельно выучился играть на гитаре.

### Deuce(1978—1981)
В 1977 году в Лореле (штат Мэриленд) подростки Марти Фридман и Том Гаттис (Tom Gattis) собрали свою первую группу, названную Deuce. Марти Фридману было тогда 15, а Тому — 14, но сыграть песни Ramones, Generation X и Kiss нота в ноту для них не представляло особого труда. Гаттис мог играть по нотам с листа — сказались годы учёбы в музыкальной школе по классу флейты, а Фридман, будучи самоучкой, всегда всё подбирал на слух. Сразу после доукомплектования группы ударником Крисом Тинто (Chris Tinto) и бас-гитаристом Стивом Летером (англ. Steve Leter) они начали активно сочинять и исполнять весьма агрессивный рок-н-ролл. Каждый вечер молодые люди со всего района собирались на мощные и агрессивные звуки, доносившиеся из этого сарая, и репетиции Deuce часто плавно переходили в концерт с вечеринкой.
Deuce стала самой молодой рок-группой в городе, и их ночные «репетиции концертного типа» скоро стали знаменитыми на весь Вашингтон, округ Колумбия. За один концерт, помимо песен, на зрителей выливались тонны бунтарской энергии.
Со временем вокалист Эдди Дей был уволен, а вокал у Тома Гаттиса оказался не хуже, а местами даже и лучше, чем у Дея. Образовавшемуся новому классическому составу Deuce предстояло стать вашингтонской легендой рок-музыки.
Популярность Deuce взлетела в первую очередь благодаря их по-юношески энергичной, откровенной, яростной и современной оригинальной музыке, исполняемой ими практически в каждом клубе округа. Эти выступления создали Deuce популярность, распространившуюся на штаты Нью-Йорк, Делавэр, Мэрилэнд и Вирджинию. Поклонников группы можно было уже исчислять тысячами — иногда они проделывали путь в сотню километров для того, чтобы присоединиться к вечеринке, что было типичным сопровождением шоу Deuce ещё со времен выступлений в «сарае».
Одноимённый дебютный альбом, записанный в 1979 году, достаточно точно запечатлел данную ступень в развитии группы. Запись была выполнена за 2 дня — в первый день были записаны все основные вокальные/гитарные/бас-гитарные и барабанные партии, а через три дня дописано всё остальное.
Однако, никакой поддержки со стороны звукозаписывающих компаний молодые ребята тогда так и не нашли.
В 1981 году Марти вместе с Deuce перебрался жить на Гавайи. Но на Гавайях Deuce просуществовал недолго, и к концу года их деятельность прекратилась.

### Vixen, Aloha, Hawaii (1981—1987)
В 1982 году Марти Фридман собрал новую группу, названную Vixen. В состав группы вошли вокалистка Ким Ла Шанс (англ. Kim La Chance), бас-гитарист Кимо (англ. Kimo) и ударник Джефф Грэйвс (англ. Jeff Graves). В таком составе Vixen записали один пятидорожечный мини-альбом Made In Hawaii и один сингл для компиляции U.S. Metal, Vol.2, после чего в группе произошли перемены — Ла Шанс была заменена на вокалистку Лайзу Руиз (англ. Lisa Ruiz), а название Vixen — на Aloha (c гавайского «привет»). Единственная существующая запись Aloha — сингл Heavy Metal Virgin, записанный специально для сборника Metal Massacre 2.
Менее чем через год после основания Vixen Марти и Джефф собрали новую группу — Hawaii с вокалистом и бас-гитаристом Гэри Сен-Пьером (англ. Gary St. Pierre). Позже его вокал заменил Эдди Дей, оригинальный вокалист Deuce. В Гонолулу они записали свой дебютный долгоиграющий альбом One Nation Underground. Музыкально Hawaii сильно напоминали утяжелённый Judas Priest, которые на тот момент были очень популярны, но с оригинальным уклоном в японские и арабские мелодии; хотя качество записи оставляло желать лучшего.
В 1985 году, сразу после выхода в свет четырёхдорожечного мини-альбома Loud, Wild And Heavy, Hawaii опять записали дорожку для компиляции U.S. Metal, Vol.3, а затем выпустили свой второй, уже ожидаемый поклонниками альбом The Natives Are Restless. Он стал более мягким и приобрел качественное звучание. В поддержку последнего альбома Hawaii отправились в турне вместе с недавно возродившимися Deep Purple, а по возвращении с гастролей поехали в тур с Kix, ставшим заключительной точкой в истории группы.
Роспуск группы Фридман мотивировал желанием осуществить свою давнюю мечту — создать группу прогрессивного спид-метала с основным упором на гитарную технику. Альбомы группы имели в большей степени экзотическую ценность, чем финансовую — коммерческого успеха они так и не достигли.

### Cacophony(с 1987—1989)

Марти и Джейсон на обложке дебютного альбома Cacophony

Марти приехал в Сан-Франциско в начале 1987 года. Там он познакомился со Стивом Фонтано, работавшим продюсером и звукоинженером у Майка Верни, владельца звукозаписывающего лейбла Shrapnel Records. Майк в 1983 году познакомил мир с Ингви Мальмстином. Оказалось, что Марти и Майк давно знакомы заочно: с 13-ти лет молодой Фридман безуспешно отсылал шефу компании Shrapnel сырые демоверсии своих композиций, сочинённых в гараже у Тони Гаттиса. Стив немедленно позвонил Майку, и после краткого прослушивания Марти Фридман получил разрешение на запись своего дебютного альбома для Shrapnel Records.
Работа над альбомом, получившим название Speed Metal Symphony, уже подходила к концу, когда Марти познакомился с гитаристом Джейсоном Беккером. Этот 17-летний юноша не только играл на уровне Марти, но и обладал собственным, уникальным стилем, и Фридман решил пригласить его к себе в группу, получившую название «Cacophony». Место вокалиста занял Питер Маррино, а ударником был принят сессионный барабанщик и постоянный партнёр Shrapnel Records Атма Анур. Партии бас-гитары исполнил сам Марти Фридман.
Альбом вышел в 1987 году и показал, что дуэт Фридмана и Бекера оказался очень неплохим. Два виртуоза прекрасно дополняли друг друга, и результатом этого слияния было звучание — смесь неоклассического метала со спид-металом. Слабыми местами альбома были вокал и бас-гитара, партии которой Марти приходилось придумывать на ходу, и ударные, на некоторых композициях записанные, в последнюю очередь, уже после основных гитарных партий. Для турне, поджидавшего группу на пороге студии, были подобраны басист Джимми О’Ши и барабанщик Кенни Ставропулос.
Следующий альбом, Go Off! (1988 год), был лишен большинства этих недостатков — всех, за исключением вокала; партии же ударных в альбоме исполнил Дин Кастроново. Альбом смешивает в себе самые различные стили, хотя по прежнему опирается на мощное роковое звучание с металлическим оттенком. Среди быстрых и энергичных композиций есть и несколько интересных баллад, демонстрирующих многогранность таланта гитарного дуэта. С этого альбома у Фридмана и Бекера появился новый гитарный спонсор — известная в основном благодаря своим усилителям и электронике фирма Carvin.
К 1989 году развитие Cacophony зашло в тупик. Shrapnel Records не могла обеспечить им поддержку необходимого уровня. Группе не помогла даже смена вокалиста и лейбла на Rainbow Records, и, по причине низкого коммерческого успеха в июне 1989 года, группа была распущена. Джейсон Беккер присоединился к группе Дэвида Ли Рота, бывшего вокалиста Van Halen, а Марти Фридман сконцентрировался на преподавании в гитарном колледже.

### Megadeth(с 1990—2000)
В то же самое время знаменитой группе Megadeth с Дэйвом Мастейном во главе потребовалась замена — новый гитарист и ударник. Последние несколько месяцев для Megadeth были неудачными: по окончании «World Anarchy Tour» концертом в Лондонском зале Hammersmith Odeon из группы были уволены гитарист Джефф Янг (англ. Jeff Young) и ударник Чак Белер (англ. Chuck Behler); затем, по возвращении в Штаты, Мастейн и бас-гитарист Дэвид Эллефсон были арестованы и лишены водительских прав за вождение автомобиля в нетрезвом состоянии. Они были направлены на принудительное лечение, поскольку это нарушение было далеко не первым; а сразу после этого их ждала запись сингла для звуковой дорожки фильма Уэса Крейвена Электрошок (1989). Среди выбранных Дэйвом Мастейном песен была кавер-версия известного хита Элиса Купера (англ. Alice Cooper) с весьма символичным названием «No More Mr. Nice Guy» (c англ. «Нет больше мистера Славного Малого»). Все гитарные партии песен ему пришлось записывать самому, а так как у Megadeth не было и постоянного ударника, пришлось воспользоваться помощью их барабанного техника по имени Ник Менца (Nick Menza).
Мастейн хотел взять в группу настоящего гитариста-виртуоза и профессионала, с которым можно было бы легко работать и в плане исполнения, и в плане сочинения песен. Из предыдущих кандидатов Дейва вполне устраивали стиль работы Криса Поланда (англ. Chris Poland) и техника Джеффа Янга, но ни один из них не устраивал его как личность. Поэтому приглашения были разосланы Даймбэгу Дарреллу (англ. Dimebag Darrell) из Pantera, Джеффу Уотерсу (англ. Jeff Waters) из Annihilator и Марти Фридману. Первые два гитариста отказали, у Уотерса был свой набирающий обороты коллектив, а Даймбег выдвинул своё условие, при котором в качестве барабанщика должны были взять его брата Винни Пола, но Мастейн отказал, так как уже нашёл барабанщика Ника Мензу. А Марти Фридман к тому времени нуждался в деньгах. Узнав об этом, Уотерс прокомментировал это просто:
«The right man got the job!» («Работу получил достойный человек»).
Поиски же ударника затянулись. Марти хотел пригласить в группу своего старого знакомого Дина Кастроново, но тот был слишком занят. После того, как и со второго, и с третьего раза ударник так и не нашёлся, ударником Megadeth стал их барабанный техник Ник Менца, обладавший впечатляющей техникой игры и готовый полностью сосредоточиться на работе в группе. В этом классическом для Megadeth составе группа и отправилась в студию Rumbo Recorders летом 1990 года, чтобы записать альбом под рабочим названием «Rust in Peace». Прослушивание для Марти стало настоящим испытанием:
«У Мастейна странная манера игры. Если ты хоть на дюйм ошибешься, когда кладешь ребро ладони у бриджа, он тебе об этом скажет. Но поскольку у него не так много времени на объяснения, познания в гитаре показывал Эллефсон.» — вспоминал Фридман.
Ещё одно испытание — освоение соло-партий предыдущих гитаристов, например, Криса Поланда.
«Я ненавижу его за такие сложные и техничные соло. Потрясающий музыкант» — рассказал Марти.

#### Rust in Peace
После нескольких месяцев напряжённой студийной работы 20 октября 1990 года альбом Rust in Peace появился на прилавках магазинов. В работе над альбомом Марти по большей части использовал неиспользованные кусочки сольных партий, написанных ещё во времена Cacophony, и более года остававшихся невостребованными.
Новые члены группы мгновенно преобразили и обновили звучание Megadeth. Новаторские мелодические решения Марти добавили группе новые неожиданные измерения, прежде определяемые лишь ритмическими рисунками Дэйва Мастейна. Глубокое мелодичное содержание и впечатляющее техническое исполнение альбома принесли Megadeth номинацию на престижную музыкальную награду Грэмми в категории «Лучший рок альбом».
После выхода альбома Megadeth отправились в мировое турне на целый год, во время которого они посетили Южную Америку и Северную Америку, Европу и Азию и приняли участие на двух крупнейших рок-фестивалях — Monsters of Rock в Рио-де-Жанейро и Clash of the Titans в Лондоне, где играли с такими монстрами рока, как Judas Priest, Queensryche, Sepultura, Guns N' Roses, Billy Idol, Faith No More, Testament, Suicidal Tendencies и Slayer.
Альбом был продан в количестве 1 миллиона 810 тысяч копий, за что получил платиновый статус в США, попал на 23 позицию американского чарта Billboard 200 и на 8 позицию британских чартов.
Звездный час Марти Фридмана настал, и отныне он стал музыкантом с мировым именем. Кроме того, он оказал большое влияние на Мастейна, как на гитариста. Дэйв отмечал: «Марти многому научил меня в плане соло, но его стиль игры не для меня»

#### Youthanasia
Альбом Youthanasia записывался в штате Аризона, городе Феникс, в студии «Fat Planet in Hangar 18». Было очень трудно найти подходящее место и возникало множество проблем с организациями владельцев недвижимости. Тогда Макс Норман (Мах Norman), продюсер Megadeth, решил арендовать какой-нибудь склад и построить внутри него студию.
Строительство началось 6 февраля 1994 года, ударную установку собрали 16 мая, после чего приступили к репетициям с группой, что продолжались до 6 июня. Потом коллектив занялся записью материала. Звукорежиссёры использовали 48-дорожечный цифровой аппарат, 64-канальный пульт и множество различных дополнительных эффектов.
В отличие от предыдущих альбомов, в «Youthanasia» музыканты писались все вместе. При более внимательном прослушивании материала заметны шумы и другие погрешности, которые никогда бы не появились, например, на отшлифованном до блеска Countdown to Extinction. Но именно благодаря этому отчётливо слышно, что играют люди, а не компьютеры. Говоря об этом, Фридман замечает:
«Я всегда считал, что ошибка есть ошибка, и её нужно исправлять. Но однажды, оставив одну погрешность, я удивился тому, как вдруг сразу „начала дышать“ песня. Так человеческое несовершенство добавляет чувства сыгранному и записанному на пленку».
После записи «Youthanasia» Дэйв Мастэйн как-то сказал:
«Игра Марти в этом альбоме лучше всего того, чем он занимался до сих пор».

#### Уход из группы
Записав с Megadeth пять полноценных студийных альбомов, Марти Фридман объявил о своём уходе из группы в декабре 1999 года. Последний концерт в составе Megadeth Марти отыграл 14 января 2000 года. В своём интервью Ultimate-Guitar.com он рассказал, что Megadeth были «недостаточно агрессивны» для него.
В те времена было много классной музыки в стиле ню-метал. Нам нужно было становиться более современными, потому что то дерьмо, которое мы делали, было недостаточно агрессивно, а наши попсовые вещи были недостаточно попсовы. Если мы собираемся играть поп-музыку, давайте делать правильные поп-песни. Если мы собираемся играть метал, то давайте сделаем полностью металлическую песню и сделаем её реально тяжелой.
По другой версии, Марти покинул Megadeth по причине того, что Дэйв заменил соло Марти Фридмана в песне «Breadline» из альбома Risk на своё.
За все время его пребывания в Megadeth группа продала свыше 10 миллионов альбомов по всему миру.
Однако, в феврале 2023 года на выступлении в Токио на площадке Будокан принял участие в качестве приглашенного гитариста.

### Сольное творчество (с 1988-по настоящее время)

#### Dragon’s Kiss

Марти на обложке Dragon’s Kiss

В перерыве между турне в поддержку «Speed Metal Symphony» и записью «Go Off!» Марти успел записать Dragon's Kiss (1988 год) — свой настоящий сольный альбом, на сегодняшний день являющийся классикой жанра и одним из эталонов стиля. До отказа наполненный интригующими сольными гитарными партиями и экстраординарной работой ударника Дина Кастроново, он содержит выдающиеся композиции и впечатляющую демонстрацию техники игры на обоих инструментах. Все песни альбома являются инструментальными композициями и запоминающиеся экзотические мелодии — что-то наподобие смеси арабских и японских мелодий с сильным влиянием неоклассики. Без сомнения, Dragon’s Kiss — одно из величайших достижений Марти Фридмана и как композитора, и как музыканта. Этот альбом сделал Марти широко известным среди поклонников гитарной музыки, и его наконец-то услышали и признали в широких кругах музыкальной общественности.
Вот что говорит сам Марти Фридман о Dragon’s Kiss:
Я удовлетворен достигнутым на 90 %. По-моему, в партиях ритм-гитары я местами переборщил с «distortion», что сделало звучание альбома довольно-таки грязноватым, особенно в «Thunder March»; я думаю, мне все-таки следовало сыграть ритм-партии чистым звуком или вообще обойтись без них, оставив одни только соло.

#### Scenes
Работая с Megadeth, занимаясь подготовкой к туру, в условиях полнейшего отсутствия свободного времени Фридман всё-таки находит время для записи своего второго сольного альбома под названием «Scenes».
По словам самого Марти, он получал истинное удовольствие от работы над этим альбомом. «Scenes» — это заметное повышение уровня игры Марти. Здесь Фридман значительно снизил темп игры, хотя кое-что от его прежней манеры по-прежнему осталось, например, взрывные гитарные соло, которые то утихают, то снова нарастают. Увлечение Марти китайской и японской музыкой явно сказалось на материале альбома. Песни медленно и величаво перетекают одна в другую, унося слушателя в путешествие на Дальний Восток, к Тибету и дальше, в реалии страны чувств.
Кроме того, в проекте активно участвовал ещё один человек. Это японский пианист Китаро (англ. Kitaro). Участие Китаро придало альбому «Scenes» особое звучание. Дуэт музыкантов существует уже в течение нескольких лет — с момента начала тура в поддержку альбома Rust in Peace группы Megadeth. Китаро сразу согласился участвовать в проекте Scenes, даже не прослушав ни одной демо-ленты.
Необычным этот альбом делает то, что Китаро и Марти не провели в студии ни одной минуты вместе. Интернет тогда только набирал обороты, поэтому общались они друг с другом только по телефону. Китаро работал с записями, которые отсылались в его студию в штате Колорадо, а Марти в это время находился в Лос-Анджелесе.
Союз этих двух музыкантов дал альбом, показавший, что можно создавать музыку, в которой выражение чувств стоит выше техничной игры на гитаре. Марти Фридман в своём стиле сделал гораздо больше, чем сотни гитаристов, основным критерием для которых служит скорость. Партии ударных исполнил тоже занятый на то время Ник Менца, коллега Фридмана по Megadeth.
«Scenes» достигает уровня музыкальности, позволяющего полноправно считать Марти Фридмана одним из значительных современных рок-композиторов. Интересным взглядом на предыдущие работы Марти является «Triumph», где мелодия взята из композиции «Thunder March» из альбома Dragon's Kiss, а оркестровая аранжировка и исполнение на акустических инструментах превращают её в нечто совершенно иное.
Марти Фридман о «Scenes»:
«Я хотел создать гармоничные, спокойные, мелодичные, прекрасно звучащие гитарные произведения. Здесь вы не найдёте ни имитации звуков несущегося поезда, ни шума. Альбом будет содержать понемногу сложных, быстрых и медленных гитарных пассажей, но в первую очередь он будет содержать великолепное звучание. Никакой грязи.»

#### Introduction
В Megadeth музыка Марти Фридмана насквозь пронизана неприкрытой и прямолинейной агрессивностью, но стоит ему оказаться вне группы, и его музыкальный рисунок становится более спокойным.
Созданный в традициях Scenes следующий альбом Introduction развивал заложенную в нём идею ещё дальше — на нём не только присутствует больше оркестровых аранжировок, но и при записи были использованы настоящие, «живые» инструменты — скрипка, альт, виолончель и ещё несколько других. Естественно, есть на нём и волшебные мелодии Марти, но на этот раз акцент был сделан именно на аранжировках. Звучание пианино и гобоя чудесно переплетается с гитарными мелодиями в его композициях и добавляет их атмосфере недостижимой ранее глубины. Этот альбом более «вылизан», чем его предшественник, возможно, несколько теряя при этом в «живости» оркестровых аранжировок; но, тем не менее, он производит на слушателей нужный эффект.
При записи Introduction Марти использовал в основном тех же музыкантов, которые помогали ему при работе над «Scenes». (Ник Менца — ударные, Брайан БекВар — клавишные, Стив Фонтано — инженер/сопродюсер). В новом альбоме, также как и в «Scenes», основу звучания составляет семплинг.
Наверное, я пригласил бы на запись большой оркестр из 70 человек, но просто я не мог позволить себе такую роскошь. Приходилось заниматься использованием семплов. У моего инженера Стива Фонтано есть друг по имени Алекс Уилкинсон, который работает на съемках фильмов и телешоу. У него есть доступ к различным удивительным фонограммам, типа звуков гобоя, бас-кларнета или флейты, звучащей так, что её можно принять за настоящую флейту.

Я воспользовался тридцатью или сорока фрагментами, полученными от Алекса. На мой взгляд, альбом получился удачным. Я пишу материал все время. Идеи приходят в голову совершенно неожиданно. Когда это происходит, я записываю их на кассету и откладываю до поры. Затем, после того, как у меня накопится целая куча кассет с идеями, я прослушиваю их все и выбираю оттуда самые лучшие. Поскольку моя музыкальная концепция не менялась последние 10-15 лет, отдельные идеи могут копиться годами, чтобы потом быть использованными в текущей работе. Например, некоторый материал на «Scenes» придуман, когда мне было 15 лет, другой написан 8 лет назад, а кое-что создано за день до того, как я начал записывать альбом.

#### True obsessions
Четвёртый сольный альбом Марти Фридмана, True Obsessions, вышедший в 1996 году, демонстрирует интересное слияние его прошлых и настоящих музыкальных пристрастий. Обладая всеми сильными сторонами альбомов «Scenes» и «Introduction», этот является более гитарно-ориентированным. Некоторые песни наполнены агрессивными и «драйвовыми» гитарными партиями и явно несут на себе влияние Megadeth. И это вопреки тому, что с 1992 года Марти Фридман старался делать свои сольные альбомы как можно более противоположными по отношению к своей «основной работе». Присутствуют там и фирменные мелодии Марти, которые просто невозможно перепутать с кем-либо ещё; но здесь они сильно размешаны с необычно большим для Марти количеством блюза, а также большинство композиций несёт на себе следы экспериментов с джазовым влиянием, что добавляет творчеству Фридмана интересный поворот. Помимо самого Марти, в этом альбоме можно услышать его постоянных спутников — клавишника Брайана Беквара, оркестрового аранжировщика Алекса Уилкинсона, а также ударника Ника Менца. Но не все песни альбома являются инструментальными — на некоторых из них присутствует вокал Стэнли Роуза (англ. Stanley Rose) и Джесси Брэдмана (англ. Jesse Bradman). Из сессионных музыкантов в альбоме присутствует ударник-виртуоз Грег Бишшонетте (англ. Gregg Bissonette) и даже Том Гаттис в качестве вокалиста. При записи альбома Марти использовал только гитары японского отделения фирмы Charvel/Jackson — Grover Jackson Japan.
А вот что сам Марти Фридман думает о True Obsessions:
К сожалению, мы не можем описать словами, что есть наша жизнь, или чем она должна быть; но при помощи искусства мы можем выразить это настолько совершенно, насколько позволяют нам наши мечты. Моя страсть к этому средству излияния эмоций, называемому «музыкой» — это страсть той частички моей души, которой я хотел бы поделиться с вами. Эти ноты пульсируют в моих пальцах так же, как кровь пульсирует в моём сердце. Примите их и шагните в мой мир.

## Жизнь в Японии

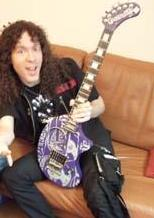
Марти в Японии

В настоящее время музыкант живёт в Токио, Япония. Он путешествует по странам Азии, Европы, Северной и Южной Америки, давая уроки игры на гитаре и участвуя в различных конференциях. Он стал заметной фигурой на японской музыкальной сцене, играя сольные партии на гитаре в группах некоторых из самых известных исполнителей страны восходящего солнца. Он также появляется на японском телевидении и является комментатором главного японского журнала музыки и ежедневной национальной газеты.
Фридман говорит бегло по-японски. Его можно было увидеть в качестве постоянного гостя музыкальной телевизионной программы hebimeta-san (яп. ヘビメタさん) (с японского можно перевести как «Мистер Хэви-метал») с японским популярным телеведущим Ёко Кумада (Yoko Kumada), пока не прекратили трансляцию в 2005 году. У него была своя собственная телевизионная программа, посвящённая хэви-металу под названием «Рок Фудзияма», транслировавшаяся с апреля 2006 по март 2007. В ноябре-декабре 2005 года он гастролировал с японской певицей Ами Судзуки (англ. Ami Suzuki) в японской части её мирового турне в Токио, Осака и Нагоя.
Марти играл на гитаре в поддержку японским музыкантам, таким как Нанасэ Айкава (Nanase Aikawa), Мияви, и бывшего вокалиста группы «Pierrot» Kirito.
Позже Марти был показан в «Музыкальном автомате», телевизионной программе, в которой Марти и ещё двое японцев-переводчиков переводят лирику различных английских песен на понятный японский язык. 23 июля в Японии вышла книга Samurai no Ongakuron. Это уже вторая книга Фридмана, а его первым произведением стал бестселлер Ii Jyan J-Pop (Потрясающий джей-поп).
В 2010 году на японском телевидении вышла серия рекламных роликов фанты с участием рок-коллектива FANTA. Среди её участников был замечен Марти. Среди остальных членов «супергруппы» — несколько японских диджеев и звезда сумо по имени Akebono.
В 2011 году вместе с Марти выступал известный японский метал-гитарист Омура Такаёси. В качестве мирового турне, посвящённому последнему альбому Фридмена, они посетили и Россию.

## Манера игры
Марти Фридман имеет ту же гитарную школу и технику, что Джо Сатриани и Стив Вай. Фридман, как композитор, в то же время тяготеет к джазовой фактуре композиций, что особенно заметно в дебютном альбоме Dragon's Kiss. Это отчасти роднит его с Джоном Маклафлином. Технически Фридман несколько напоминает Джо Сатриани, хотя его манера игры медиатором отличается от стиля Сатриани: Марти считается мастером «обратного хода», то есть боя по струнам снизу вверх, в отличие от большинства хард-рок- и метал-гитаристов. Многие именитые гитаристы обращали его внимание на «корявую» постановку его правой руки. Но Фридман предпочел оставить всё как есть, тем самым подчеркивая свою самобытность, так называемый CP-style. Хотя при этом он и сам не раз отмечал, что такая манера игры крайне неудобна, так как контролировать чистоту звукоизвлечения, а также исполнение переменного штриха и тремоло очень трудно. Но также причиной такой постановки Марти являлся тендинит, который мог стоить ему карьеры. А еще он признавался, что не любит звук заглушенных струн на соло.  Фридман часто использует мелодическое исполнение аккордов и свип.
Марти не имеет музыкального образования и всю жизнь играет по слуху. По его словам, то, что он играет быстро — это всего лишь иллюзия, а то, что его считают знатоком всяких гамм и ладов — недоразумение. Он объяснял это тем, что если он ставил цель себе освоить какой-либо инструмент — то он просто садился и осваивал его.
«Я всего лишь пытаюсь понять взаимодействие гармонии и мелодии. Я не люблю слушать 64-е ноты, поэтому, если вы удачно сыграли кульминацию, то простая триоль в конце такта может лучше вписаться, чем ослепительный пассаж», — пояснил Марти.
Марти вдохновлялся такими гитаристами, как Брайан Мэй, Ульрих Рот, так как они стремились, по словам Марти, достичь чего-то нового в плане эмоциональности и индивидуальности в своей игре.

## Звуковая аппаратура
Раньше в составе Hawaii и Cacophony Марти играл на Hurricani, используя MXR distortion plus и примочки Electro-harmonics. В Megadeth он стал играть на гитаре Jackson с 24 ладами, единственной ручкой громкости и одним звукоснимателем JB-J фирмы Seymour Duncan. Формировался звук посредством двух отдельных систем: одна для ритмического аккомпанемента, другая — для соло. Для ритма — предусилитель Custom Audio Electronics, далее сигнал идет на Yamaha SPX 900 и усилитель VHT. Регулятор усилителя мощности-Furman.
До 2000 года он активно использовал гитары фирмы Jackson, пока саму фирму не продали корпорации Fender. Долгое время после этого он использовал гитары фирмы Ibanez, но в 2009 году решил перейти на гитары компаний PRS, Gibson (в частности, модель Gibson Les Paul) и нескольких других. Но в 2016 году он вернулся в Jackson.
Иногда он пользуется предварительными усилителями — Bogner, Tube Works, CAE 3t.
Солирующий звук создается предусилителем Chandler Tubeworks, сигнал с которого идет тоже на усилитель VHT. Оба эти усилителя имеют выход на колонки Marshall, мощностью 25 Вт динамиками Celestion. Используя эффекты SPX-900, Фридман предпочитает только «мягкие» образцы звучания, чтобы звук не был чересчур окрашен.
Марти использует Aural Exciter, прибор Hush системы Sampson и Bradshaw. Эту систему специально разработал для Марти Фридмана известный конструктор рэковых систем Боб Брэдшоу (Bob Bradshaw). Суть системы состоит в следующем: вся обработка и соединительные провода находятся за сценой, и все переключения при переходе от одного звучания к другому производятся там же гитарными техниками Фридмана. Все программируется и репетируется: переход от ритма к соло, опять к ритму, а потом на чистый звук — все движения, которые должен был бы выполнять Марти, выполняются его техниками, используя при этом панель педального управления, специально сделанную Брэдшоу.
Любимое гитарное оборудование: усилитель Marshall 1976 года выпуска, эффект Electro-Harmonix Memory Man.

## Личная жизнь
Женат на японской виолончелистке Хийори Окуда. Ее партии присутствуют в альбоме Марти Фридмана «Inferno», "Triumphant Heart" Джейсона Беккера.

## Дискография

### Deuce
- Deuce (EP) (1980)

### Vixen
- Made In Hawaii (EP) (1982)
- The Works (альбом Vixen) (2004)

### Hawaii
- One Nation Underground (1983)
- Loud, Wild And Heavy (EP) (1984)
- The Natives Are Restless (1985)

### Cacophony
- Speed Metal Symphony (1987)
- Go Off! (1988)

### Megadeth
| Дата выхода альбома | Название                                    | Лейбл   |
| 24 сентября, 1990   | Rust in Peace                               | Capitol |
| 14 июля, 1992       | Countdown to Extinction                     | Capitol |
| 31 октября, 1994    | Youthanasia                                 | Capitol |
| 18 июля, 1995       | Hidden Treasures (EP)                       | Capitol |
| 17 июня, 1997       | Cryptic Writings                            | Capitol |
| 3 ноября, 1998      | Cryptic Sounds: No Voices in Your Head (EP) | Capitol |
| 31 августа, 1999    | Risk                                        | Capitol |

### Сольные альбомы
| Дата выхода альбома | Название                        | Лейбл             |
| 8 августа 1988      | Dragon's Kiss                   | Shrapnel          |
| 17 ноября 1992      | Scenes                          | Shrapnel          |
| 8 ноября 1994       | Introduction                    | Shrapnel          |
| 1996                | True Obsessions                 | Shrapnel          |
| 2002                | Music For Speeding              | MF Music          |
| 2006                | Loudspeaker                     | Avex Trax         |
| 26 сентября 2006    | Kick Ass Rock                   | Phantom           |
| 22 июля 2007        | Exhibit A - Live in Europe      | Avex Trax         |
| 2008                | Future Addict                   | Avex Trax         |
| 2009                | Tokyo Jukebox                   | Avex Trax         |
| 25 августа 2010     | Bad D.N.A.                      | Avex Trax         |
| 14 сентября 2011    | Tokyo Jukebox 2                 | Avex Trax         |
| 2012                | Metal Clone X (with Freddy Lim) | Avex Trax         |
| 23 мая 2014         | Inferno                         | Prosthetic        |
| 4 августа 2017      | Wall Of Sound                   | Prosthetic        |
| 2018                | One Bad M.F. Live!!             | Prosthetic        |
| 21 октября 2020     | Tokyo Jukebox 3                 | Avex Trax         |
| 17 мая 2024         | Drama                           | Frontiers Records |

### Появления в качестве гостя
- Perpetual burn (1988) Jason Becker — «Eleven blue egiptians», «Dwellar in the cellar» и «Temple of the absurd»
- Built to perform (1994) Phantom blue — «A Little Evil»
- Tribute to Ace Frehley: Spacewalk (1997) — «Deuce» cover
- Tribute to Queen: Dragon’s attack  (1997) — «Sheer Heart Attack» cover
- Humanary Stew: A tribute to Alice Cooper (1998) — «School’s Out» cover
- Duke Nukem (1999) Soundtracks — «Duke Nukem Theme» и «New World Order»
- Raspberry Jams (2000) Jason Becker — «Black Stallion Jam»
- Warmth in the Wilderness: A Tribute to Jason Becker
- Tribute to Queen 2: Stone Cold Queen (2001)— «Play The Game» cover
- Where Moth And Rust Destroy Torniquet (2003)
- Ink compatible Spastic ink (2004) — «A chaotic realization of nothing yet misunderstood»
- R.U.O.K.?! Aikawa Nanase (2005)
- Forged by fire Firewind (2005) — «Feast Of The Savages»
- All that remains Fozzy (2005) — «Born of anger»
- Zeta Zeta (2006)
- Rock Fujiyama Rock Fujiyama Band (2007)
- Yakou / Crystal Rain Lovefixer (2008)
- Sonic and the Black Knight (2008) / Face to Faith (2009) — «With me»
- Kiba (single) Marty Friedman feat. Andrew W.K. (2010)
- Hikari to Yami no Douwa (single) — Sound Horizon (2010)
- Skyharbor — Catharsis (2012)
- Yossi Sassi — Desert Butterflies (2014)
- ℃-ute — 情熱エクスタシー (2015)
- 八王子P — Marine Bloomin' (2018)
- Open Source (2020) Kiko Loureiro — «Imminent Threat»
- ASTERISM & Marty Friedman – GYUTTO!! (2025)